# Economia de Rússia
L'economia de Rússia és una economia mixta, amb enormes recursos naturals, especialment petroli i gas natural. És la cinquena economia més gran d'Europa, l'onzena economia més gran del món per PIB nominal i la sisena per PPA.
La vasta geografia de Rússia és un determinant important de la seva activitat econòmica, amb algunes fonts que estimen que la nació conté més del 30% dels recursos naturals del món. El 2016, el sector del petroli i el gas va representar el 36% dels ingressos del pressupost federal. Rússia ha estat àmpliament descrita com una superpotència energètica; ja que té les reserves de gas natural més grans del món, les segones de carbó i les vuitenes de petroli. És el segon principal productor i principal exportador de gas natural del món, i el segon productor i exportador de petroli. Les reserves de divises de Rússia són les cinquenes més grans del món. Té una força de treball d'aproximadament 70 milions de persones, que és la sisena més gran del món. La indústria de l'automòbil de Rússia és la desena del món. Té una gran i sofisticada indústria d'armes, capaç de dissenyar i fabricar equipament militar d'alta tecnologia, i és el segon exportador d'armes del món.
Rússia també té el cinquè nombre de multimilionaris del món. En els darrers anys ha augmentat la desigualtat d'ingressos i riquesa familiar al país.
L'economia de Rússia ha passat per importants transformacions des de la fi de la Unió Soviètica. Ha passat d'una economia aïllada i planificada centralitzadament a una economia de mercat globalment integrada. Les reformes econòmiques dels anys 1990 van privatitzar gran part de la indústria, amb la notable excepció dels sectors energètic i militar.
No obstant això, el ràpid procés de privatització, incloent un sistema de préstecs per a la compra d'accions, va permetre la formació d'oligarquies econòmiques amb fortes relacions polítiques, que van deixar la propietat de les empreses privatitzades fortament concentrada en poques mans. La protecció als drets de propietat és petita i el sector privat està subjecte a intervencions de l'Estat. Rússia segueix depenent fortament de les exportacions de matèries primeres, en particular del petroli, gas natural, metalls, i fusta, que suposen més del 80% de les exportacions, deixant el país vulnerable a les oscil·lacions dels preus mundials.
La indústria del país es divideix en dos blocs: un amb grans productors de matèries primeres, que tenen competitivitat global -el 2009 Rússia es va transformar en el principal exportador de petroli i gas natural del món, així com el tercer exportador mundial d'acer i alumini primari- i un altre amb altres indústries pesants menys eficients, altament dependents dels compradors i consumidors locals.

## Història econòmica
L'economia russa és volàtil. Des de 1989, el seu entorn institucional es va transformar d'una economia de socialista centralitzada a un sistema de mercat capitalista. La seva estructura industrial es va desplaçar dràsticament de la gran inversió en la fabricació i l'agricultura cap als serveis de mercat, petroli, gas i mineria. Richard Connolly argumenta que durant els darrers quatre segles, hi ha quatre característiques principals de l'economia russa que han donat forma al sistema i han perdurat malgrat els trastorns polítics. En primer lloc, la feblesa de l'ordenament jurídic fa que els tribunals siguin imparcials i els contractes siguin problemàtics. El segon és el subdesenvolupament de les activitats econòmiques modernes, amb una agricultura camperola molt bàsica dominant als anys trenta. En tercer lloc, el subdesenvolupament tecnològic, que es va alleugerir una mica gràcies als préstecs d'Occident als anys vint. I el quart, el nivell de vida més baix en comparació amb Europa occidental i Amèrica del Nord.

### Economia soviètica

#### Industrialització sota Stalin

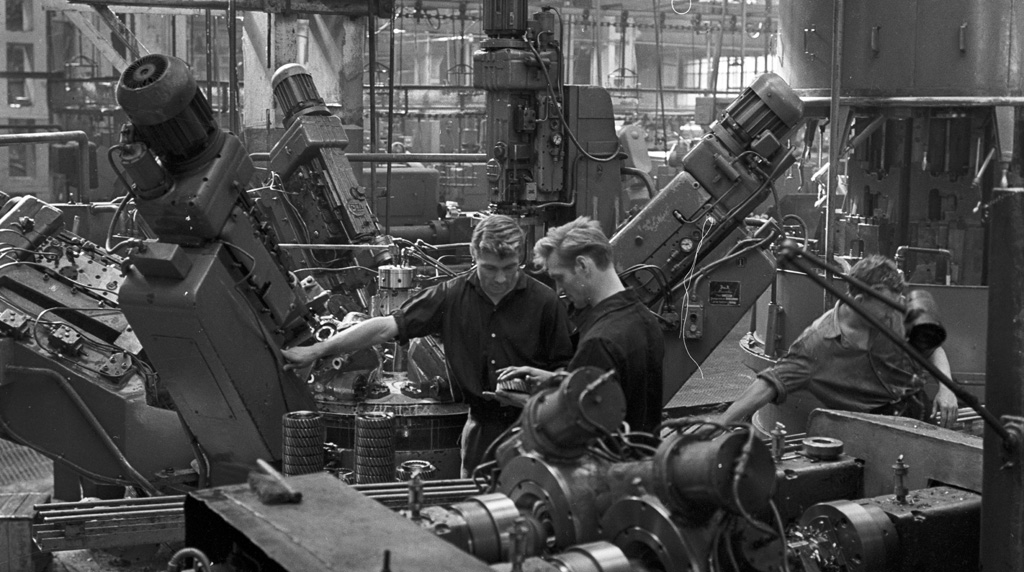
Treballadors de la planta d'automòbils Likhachev de Moscou, 1963

A partir de 1928, el curs de l'economia de la Unió Soviètica es va guiar per una sèrie de plans quinquennals. A la dècada de 1950, la Unió Soviètica havia evolucionat ràpidament d'una societat principalment agrària a una gran potència industrial. A la dècada de 1970, la Unió Soviètica estava en una era d'estancament. Les demandes complexes de l'economia moderna i l'administració inflexible van desbordar i limitar els planificadors centrals. El volum de decisions a què s'enfrontaven els planificadors a Moscou es va convertir en aclaparador. Els tràmits complicats per a l'administració burocràtica van excloure la comunicació lliure i la resposta flexible requerides a nivell empresarial per fer front a l'alienació dels treballadors, la innovació, els clients i els proveïdors.
Des de 1975 fins a 1985, la corrupció i la manipulació de dades es van convertir en una pràctica habitual entre la burocràcia per informar dels objectius i les quotes satisfetes, consolidant així la crisi. A partir de 1986, Mikhaïl Gorbatxov va intentar abordar els problemes econòmics avançant cap a una economia socialista orientada al mercat. Les polítiques de Gorbatxov de la Perestroika no van aconseguir rejovenir l'economia soviètica; en canvi, un procés de desintegració política i econòmica va culminar amb la ruptura de la Unió Soviètica el 1991.

#### Transició a l'economia de mercat (1991–98)

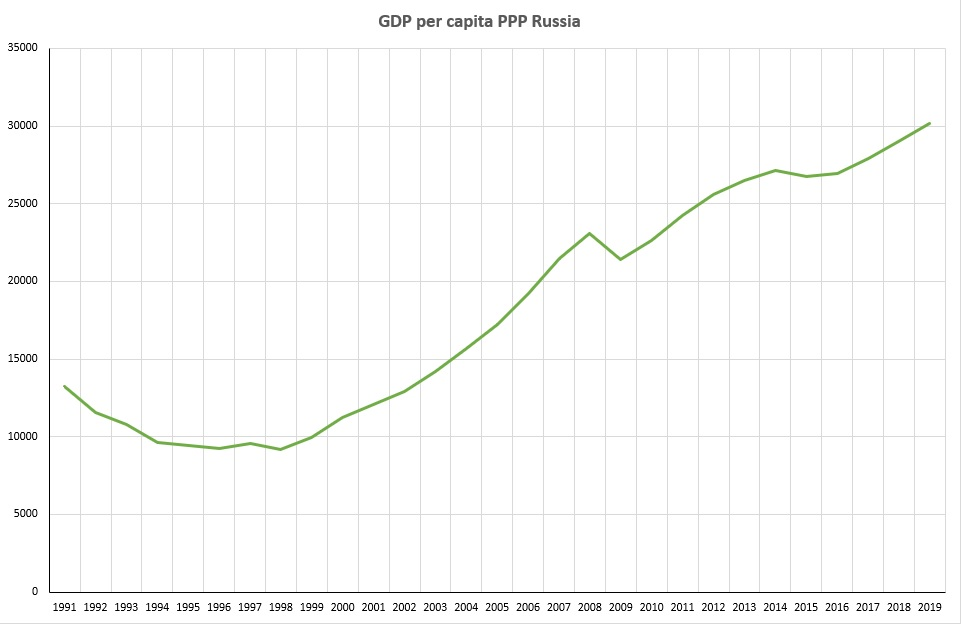
PIB de Rússia per paritat de poder adquisitiu (PPA) el 1991-2019 (en dòlars internacionals)

Després del col·lapse de la Unió Soviètica, Rússia va experimentar una transformació radical, passant d'una economia de planificació central a una economia de mercat globalment integrada. Els processos de privatització corruptes i casuals van passar a les grans empreses estatals a "oligarques" políticament connectats, la qual cosa ha deixat la propietat del capital molt concentrada.
El programa de Ieltsin de reforma radical i orientada al mercat va passar a ser conegut com una "teràpia de xoc". Es va basar en les polítiques associades al Consens de Washington, les recomanacions del FMI i un grup d'economistes nord-americans, inclòs Larry Summers. Amb una profunda corrupció que va afectar el procés, el resultat va ser desastrós, amb una caiguda del PIB real en més d'un 40% el 1999, la hiperinflació que va eliminar els estalvis personals, la delinqüència i la miseria es va estendre ràpidament. Això va anar acompanyat d'una caiguda del nivell de vida, inclosa l'augment de la desigualtat econòmica i la pobresa, juntament amb un augment de l'excés de mortalitat i una disminució de l'esperança de vida. Així mateix, el consum de carn va disminuir: l'any 1990, un ciutadà mitjà consumia 63 kg de carn a l'any; el 1999, havia disminuït a 45 kg.
La majoria de les empreses estatals van ser privatitzades enmig d'una gran controvèrsia i, posteriorment, van passar a ser propietat de persones privilegiades per molt menys del que valien. Per exemple, el director d'una fàbrica durant el règim soviètic sovint esdevindria propietari de la mateixa empresa. Sota la cobertura del govern, es van dur a terme manipulacions financeres escandaloses que van enriquir un grup reduït d'individus en llocs clau de negocis i govern. Molts d'ells van invertir ràpidament la seva nova riquesa a l'estranger, produint una enorme fugida de capitals.
Les dificultats per recaptar els ingressos del govern enmig de l'economia en col·lapse i la dependència dels préstecs a curt termini per finançar els dèficits pressupostaris van provocar la crisi financera russa de 1998.
A la dècada de 1990, Rússia va ser "el major prestatari" del Fons Monetari Internacional, amb préstecs per un total de 20.000 milions de dòlars. L'FMI va ser criticat per haver donat tants préstecs, ja que Rússia va introduir poc de les reformes promeses pels diners i una gran part d'aquests fons es podrien haver "desviat de la finalitat prevista i inclosos en els fluxos de capital que van sortir il·legalment del país".

#### Recuperació i creixement (1999–2008)

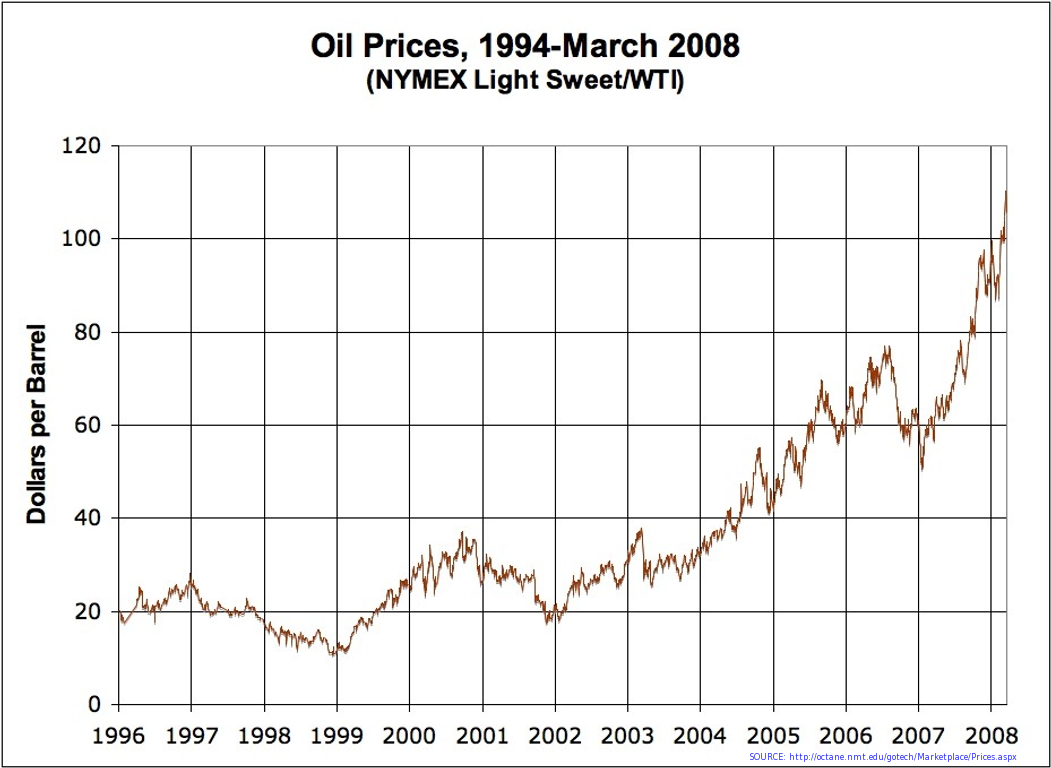
El preu del petroli als anys 2000

Rússia es va recuperar ràpidament de la caiguda financera de l'agost de 1998, en part a causa d'una devaluació del ruble, que va fer que els productors nacionals fossin més competitius a nivell nacional i internacional.
Entre el 2000 i el 2002, importants reformes econòmiques a favor del creixement van incloure una reforma fiscal integral, que va introduir un impost sobre la renda fixa del 13%; i un ampli esforç de desregulació que va beneficiar les petites i mitjanes empreses.
Entre el 2000 i el 2008, l'economia russa va rebre un gran impuls de l'augment dels preus de les matèries primeres. El PIB va créixer de mitjana un 7% anual. Els ingressos disponibles es van duplicar i en termes denominats en dòlars es van multiplicar per vuit. El volum de crèdit al consum entre 2000 i 2006 va augmentar 45 vegades, alimentant un auge del consum privat. El nombre de persones que viuen per sota del llindar de pobresa va disminuir del 30% el 2000 al 14% el 2008.
No obstant això, la inflació va continuar sent un problema, ja que el banc central va ampliar agressivament l'oferta monetària per combatre l'apreciació del ruble. No obstant això, el 2007 el Banc Mundial va declarar que l'economia russa va aconseguir "una estabilitat macroeconòmica sense precedents". Fins a l'octubre de 2007, Rússia va mantenir una disciplina fiscal impressionant amb superàvits pressupostaris cada any a partir de l'any 2000. Durant gairebé seixanta-nou anys, l'economia russa i de tota la Unió Soviètica, dirigida en base d'una planificació centralitzada de l'economia, tenia el control sobre tots el mitjans de producció i d'inversió de l'economia. La política econòmica es feia segons directives del Partit Comunista, que controlava tots els aspectes de l'activitat econòmica.

#### 2009–14

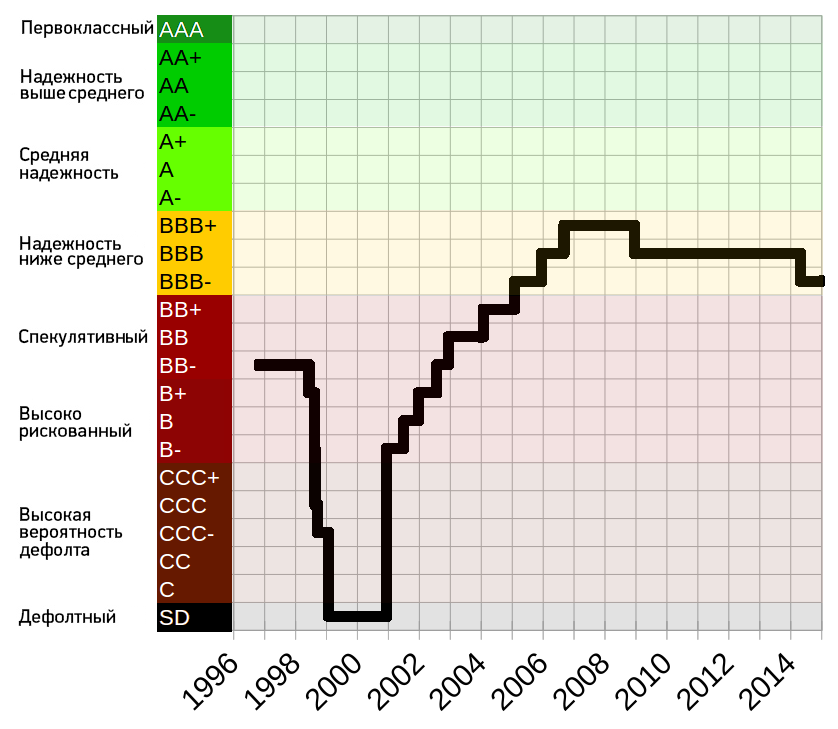
Canvis en la qualificació creditícia (estrangera) de Rússia, Standard & Poor's

Producte interior brut (PPA) per càpita el 2014

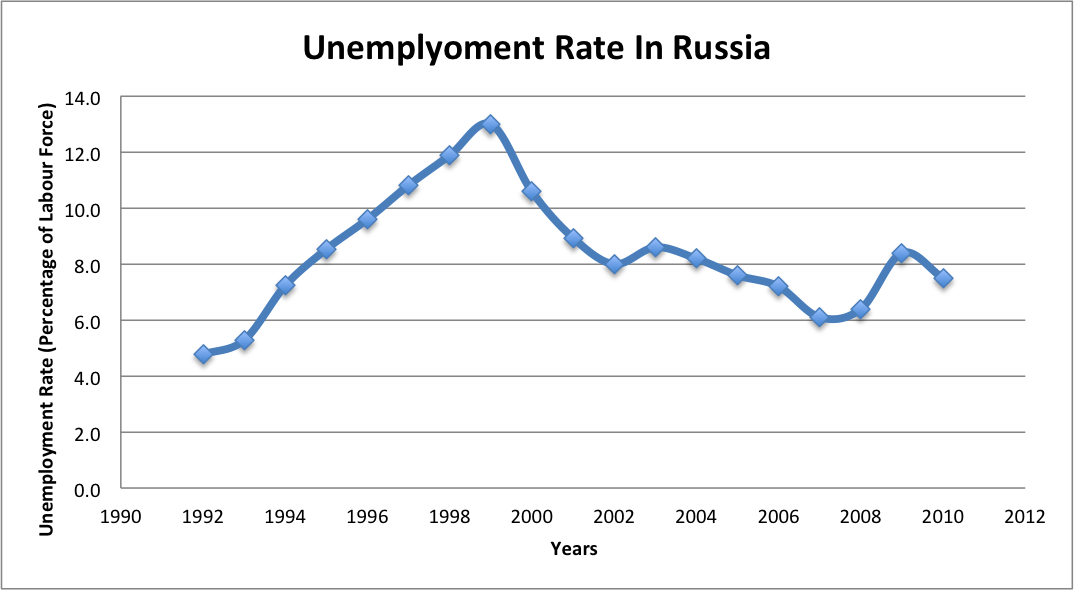
Taxa d'atur de Rússia des de la caiguda de la Unió Soviètica

Els bancs russos es van veure afectats per la crisi creditícia mundial el 2008, encara que no es va produir cap dany a llarg termini gràcies a la resposta proactiva i oportuna del govern i el banc central, que va protegir el sistema bancari dels efectes de la crisi financera mundial. Una forta però breu recessió a Rússia va ser seguida d'una forta recuperació que va començar a finals de 2009.
Entre el 2000 i el 2012, les exportacions d'energia de Rússia van impulsar un ràpid creixement del nivell de vida, amb un augment de la renda disponible real en un 160%. En termes denominats en dòlars, això va suposar un augment de més de set vegades en els ingressos disponibles des de l'any 2000. En el mateix període, l'atur i la pobresa es van reduir més de la meitat i la satisfacció amb la vida autoavaluada dels russos també va augmentar significativament. Aquest creixement va ser un resultat combinat de l'auge de les matèries primeres de la dècada del 2000, els alts preus del petroli, així com les polítiques econòmiques i fiscals prudents. No obstant això, aquests guanys s'han distribuït de manera desigual, ja que es va trobar que els 110 individus més rics en un informe de Credit Suisse posseïen el 35% de tots els actius financers de les llars russes. Rússia també té el segon volum més gran de sortides de diners il·lícites, després d'haver perdut més de 880.000 milions de dòlars entre el 2002 i el 2011 d'aquesta manera. Des de l'any 2008, Forbes ha nomenat repetidament Moscou la "capital multimilionària del món".
Després de divuit anys de negociacions, l'any 2011 es va acceptar l'adhesió de Rússia a l'OMC. El 2013, el Banc Mundial va qualificar Rússia d'economia d'ingressos elevats.
Els líders russos van parlar repetidament de la necessitat de diversificar l'economia lluny de la seva dependència del petroli i del gas i fomentar un sector d'alta tecnologia. El 2012, el petroli, el gas i els productes derivats del petroli van representar més del 70% de les exportacions totals.[35] Aquest model econòmic semblava mostrar els seus límits, quan després d'anys de bon rendiment, l'economia russa es va expandir només un 1,3% el 2013. Es van proposar diverses raons per explicar la desacceleració, incloent una recessió prolongada a la UE, que és el principal soci comercial de Rússia, l'estancament dels preus del petroli, la manca de capacitat industrial de sobra i els problemes demogràfics. L'agitació política a la veïna Ucraïna va augmentar la incertesa i va reprimir la inversió.

#### 2014-present

Països per reserves provades de gas natural (2014), a partir de dades de The World Factbook. Rússia té les reserves més grans del món.

Després de l'annexió de Crimea el març de 2014 i la participació de Rússia en la guerra en curs al Donbàs, els Estats Units, la Unió Europea, el Canadà i el Japó van imposar sancions a Rússia. Això va provocar la caiguda del ruble rus i va provocar pors d'una crisi financera russa. Rússia va respondre amb sancions contra diversos països, inclòs un període d'un any de prohibició total de les importacions d'aliments de la Unió Europea i els Estats Units.
Segons el ministeri econòmic rus el juliol de 2014, el creixement del PIB durant el primer semestre de 2014 va ser de l'1%. El ministeri preveu un creixement del 0,5% per al 2014. L'economia russa va créixer un 0,6% millor del que s'esperava el 2014.[99] Rússia està qualificada com una de les economies més desiguals del món.
L'economia russa va correr el risc d'entrar en recessió des de principis de 2014, principalment a causa de la caiguda dels preus del petroli, les sancions i la posterior fugida de capitals. Mentre que el 2014 el creixement del PIB es va mantenir positiu al 0,6%[102], el 2015 l'economia russa es va reduir un 3,7% i s'esperava que es reduís encara més el 2016. El 2016, l'economia russa es va recuperar amb un creixement del 0,3% del PIB i va sortir oficialment de la recessió. El creixement va continuar el 2017, amb un augment de l'1,5%.
El gener de 2016, Bloomberg va classificar l'economia de Rússia com la 12a més innovadora del món, des del 14è el gener del 2015[107] i el 18è el gener del 2014. Rússia té la 15a taxa de sol·licitud de patents més alta del món, la 8a concentració més alta d'empreses públiques d'alta tecnologia, com Internet i l'aeroespacial i la tercera taxa de graduació més alta de científics i enginyers.
El 2019, el Ministeri de Recursos Naturals i Medi Ambient de Rússia va estimar el valor dels recursos naturals en 844.000 milions de dòlars o el 60% del PIB del país.

## Política pública

### Fons de riquesa nacional i deute
L'1 de gener de 2004, el govern de Rússia va establir el fons d'estabilització de la Federació de Rússia com a part del pressupost federal per equilibrar-lo si el preu del petroli baixa. L'1 de febrer de 2008 el fons d'estabilització es va dividir en dues parts. El primer és un fons de reserva igual al 10% del PIB (el 10% del PIB equival ara a uns 200.000 milions de dòlars) i s'havia d'invertir de la mateixa manera que el Fons d'Estabilització. El segon és el Fons Nacional de Prosperitat de la Federació Russa. El viceministre de Finances, Sergei Storchak, va estimar que arribaria als 600-700 mil milions de rubles l'1 de febrer de 2008. El Fons Nacional de Prosperitat s'invertirà en instruments més arriscats, incloses les accions d'empreses estrangeres.
Rússia té un dels deutes exteriors més baixos de les principals economies.

### Política fiscal
S'esperava que Rússia tingués un dèficit pressupostari del govern de 21.000 milions de dòlars el 2016. El dèficit pressupostari es va reduir al 0,6% del PIB el 2017 des del 2,8% del 2016.

### Corrupció

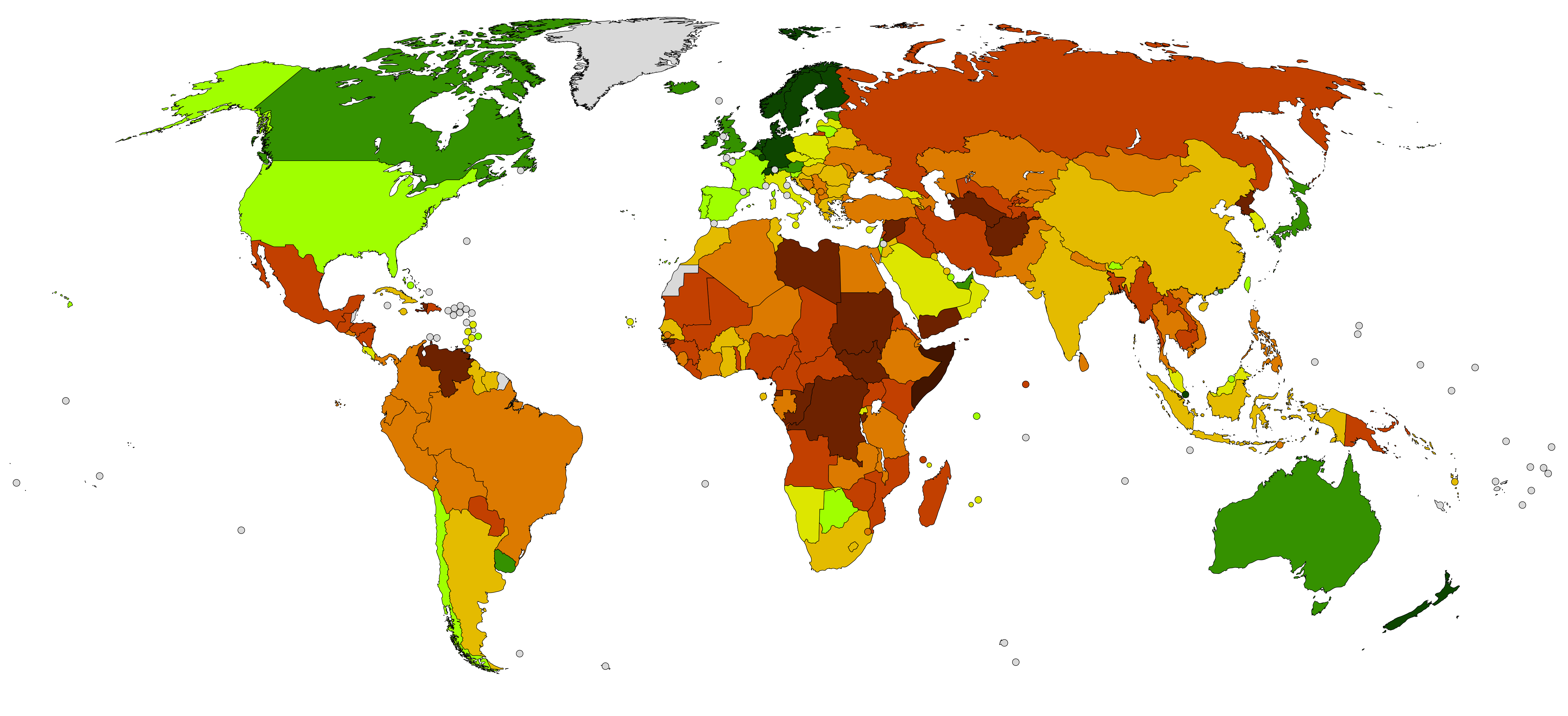
Índex de percepció de la corrupció de Transparency International, 2019

Rússia va ser el país europeu amb una puntuació més baixa a l'índex de percepció de la corrupció de Transparency International per al 2020; ocupa el lloc 129 de 180 països. La corrupció es percep com un problema important a Rússia, que afecta diversos aspectes de la vida, com ara l'economia, els negocis, l'administració pública, l'aplicació de la llei, la sanitat i l'educació. El fenomen de la corrupció està fortament establert en el model històric de governança pública a Rússia i s'atribueix a la debilitat general de l'estat de dret a Rússia. A partir del 2020, el percentatge d'empresaris que desconfien de les forces de l'ordre va augmentar fins al 70% (des del 45% el 2017); El 75% no creu en la imparcialitat dels tribunals i el 79% no creu que les institucions jurídiques els protegeixen de l'abús de la llei, com ara el maltractament o la detenció per motius dubtosos.

### Privatització d'empreses
A l'època soviètica, totes les empreses pertanyien a l'estat i se suposava que eren propietat per igual entre tots els ciutadans. La privatització va transferir gran part d'aquesta riquesa a mans d'uns pocs, fent-los immensament rics. Es van emetre accions de les empreses estatals i aquestes noves empreses cotitzades en borsa van ser lliurades ràpidament als membres de la Nomenklatura o caps criminals coneguts. Per exemple, el director d'una fàbrica durant el règim soviètic esdevindria sovint el propietari de la mateixa empresa. Durant el mateix període, els grups criminals violents sovint es van fer càrrec d'empreses estatals, obrint el camí mitjançant assassinats o extorsió. La corrupció dels funcionaris del govern es va convertir en una regla de vida quotidiana. Sota la cobertura del govern, es van dur a terme manipulacions financeres escandaloses que van enriquir el grup reduït d'individus en llocs clau de la màfia empresarial i governamental. Molts van agafar milers de milions en efectiu i actius fora del país en una enorme fugida de capitals.
Les empreses estatals més grans van ser privatitzades de manera controvertida pel president Boris Yeltsin a persones privilegiades per molt menys del que valien. Molts russos consideren que aquests oligarques són lladres. A través de la seva immensa riquesa, els oligarques van exercir una influència política important.

## Sectors

### Primari

#### Energia

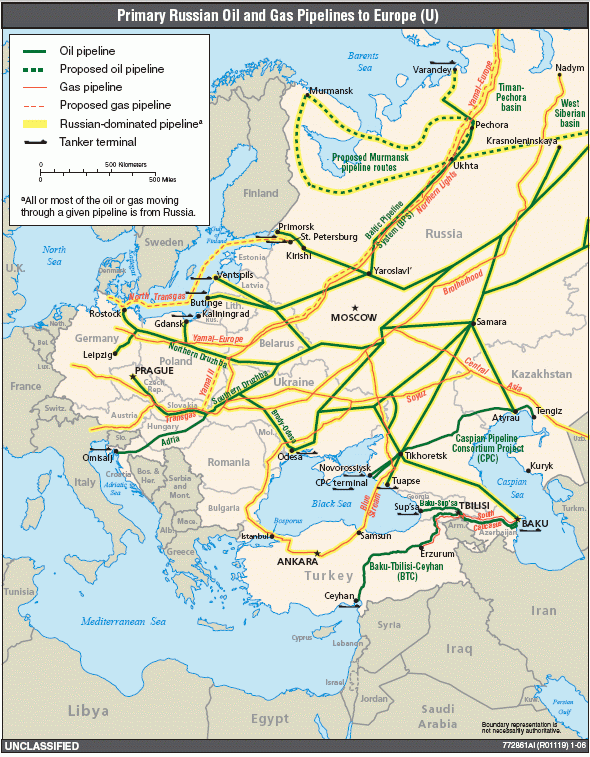
Rússia és un proveïdor clau de petroli i gas a gran part d'Europa

Les vastes reserves de combustibles fòssils (petroli, gas, carbó), minerals i fusta fan que Rússia sigui molt rica en recursos naturals, que dominen les exportacions russes. Les exportacions de petroli i gas continuen sent la principal font de divises.
Rússia ha estat àmpliament descrita com una superpotència energètica; ja que té les reserves de gas natural més grans del món, les segones de carbó i les vuitenes de petroli. És el segon principal productor i principal exportador de gas natural del món, i el segon productor i exportador de petroli. Les reserves de divises de Rússia són les cinquenes més grans del món. Els combustibles fòssils causen la majoria de les emissions de gasos d'efecte hivernacle de Rússia.[135] El país és el quart productor d'electricitat del món i el novè productor d'energia renovable el 2019. Rússia també va ser el primer país del món a desenvolupar energia nuclear civil i a construir la primera central nuclear del món. El 2019, va ser el quart productor d'energia nuclear del món.

#### Mineria
Rússia també és un dels principals productors i exportadors de minerals i or. És el productor de diamants més gran del món, amb una estimació de producció de més de 33 milions de quirats el 2013, o el 25% de la producció mundial valorada en més de 3.400 milions de dòlars, amb ALROSA, de propietat estatal, que representa aproximadament el 95% de tota la producció russa.
El 2019, el país va ser el tercer productor mundial d'or; 2n productor mundial de platí;[142] 4r productor mundial de plata; 9è productor mundial de coure; 3r productor mundial de níquel; 6è productor mundial de plom; 9è productor mundial de bauxita; 10è productor mundial de zinc; 2n productor mundial de vanadi; 2n productor mundial de cobalt; 5è productor mundial de mineral de ferro; 7è productor mundial de bor; 9è productor mundial de molibdè; 13è productor mundial d'estany; 3r productor mundial de sofre; 4t productor mundial de fosfat; 8è productor mundial de guix; a més de ser el 10è productor mundial de sal. Va ser el sisè productor mundial d'urani el 2018.

#### Agricultura
El sector agrícola de Rússia contribueix al voltant del 5% del PIB total del país, tot i que el sector ocupa aproximadament una vuitena part de la força de treball total. Té la tercera superfície cultivada més gran del món, amb 1.265.267 quilòmetres quadrats. Tanmateix, a causa de la duresa del seu entorn, al voltant del 13,1% de la seva terra és agrícola, i només el 7,4% de la seva terra és cultivable. El principal producte de l'agricultura russa ha estat sempre el gra, que ocupa considerablement més de la meitat de les terres de conreu. Rússia és el major exportador mundial de blat, i és el major productor d'ordi, civada i sègol, i el segon productor de llavors de gira-sol. Diversos analistes de l'adaptació al canvi climàtic preveuen grans oportunitats per a l'agricultura russa durant la resta del segle XXI a mesura que augmenta l'herbabilitat a Sibèria, la qual cosa portaria a la migració tant interna com externa a la regió.
Més d'un terç de la superfície sembrada es dedica a cultius de farratge, i la resta de terres de cultiu es dedica a cultius industrials, hortalisses i fruites. A causa de la seva gran costa a tres oceans diferents, Rússia manté una de les flotes pesqueres més grans del món, ocupant el sisè lloc del món en tonatge de peix capturat; capturant 4.773.413 tones de peix el 2018. També és la llar del caviar millor del món (beluga) i produeix aproximadament un terç de tot el peix en conserva i una quarta part del total de peix fresc i congelat del món.

### Indústria

#### Indústria de defensa

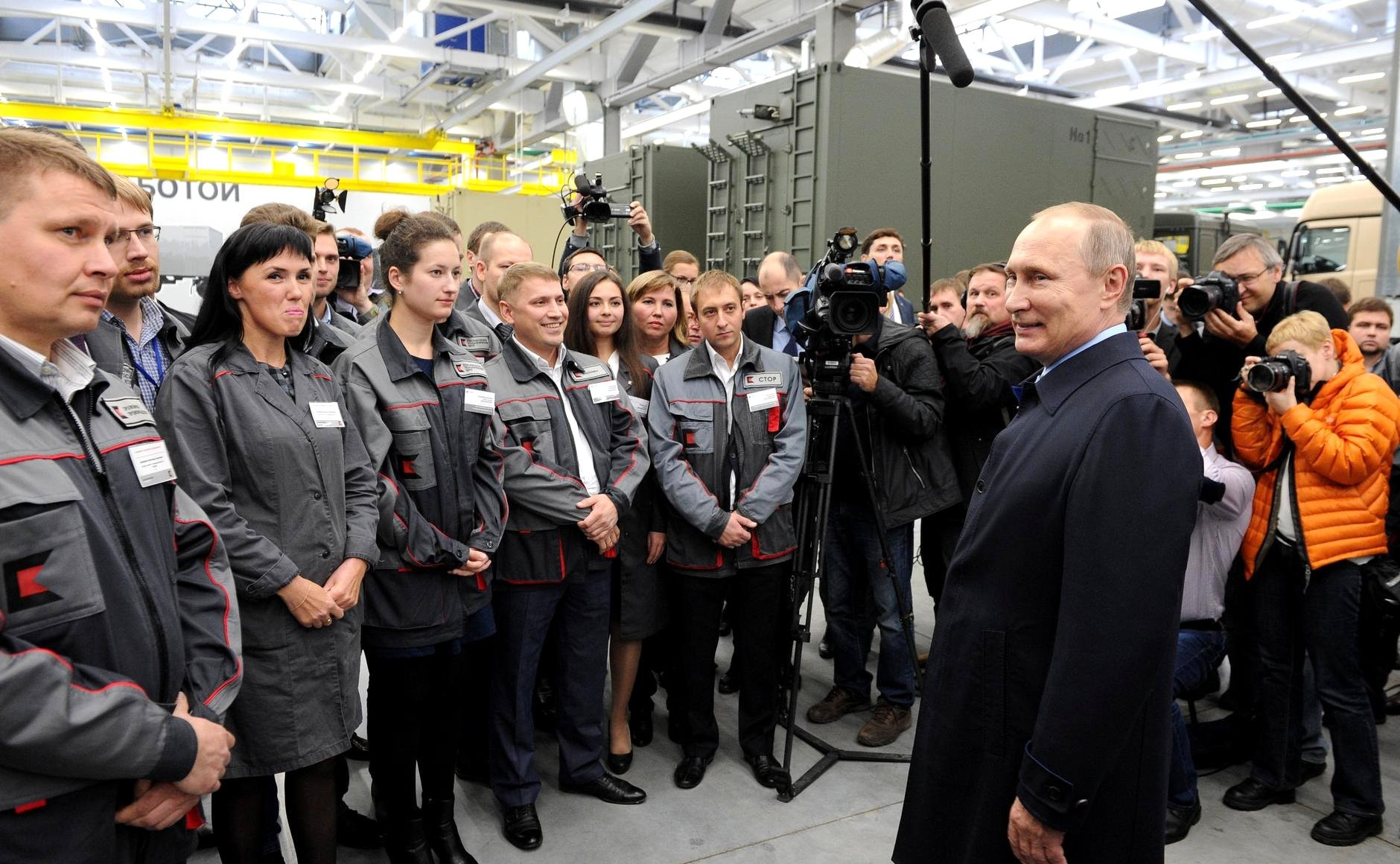
Reunió del president Vladimir Putin amb els treballadors de Kalashnikov Concern (2016)

La indústria de defensa de Rússia és un sector estratègicament important i un gran ocupador al país. Rússia té una indústria d'armes gran i sofisticada, capaç de dissenyar i fabricar equipament militar d'alta tecnologia, com ara un avió de combat de cinquena generació, submarins de propulsió nuclear, armes de foc i míssils balístics de curt i llarg abast. És el segon exportador d'armes del món, només per darrere dels Estats Units.

#### Indústria aerospacial

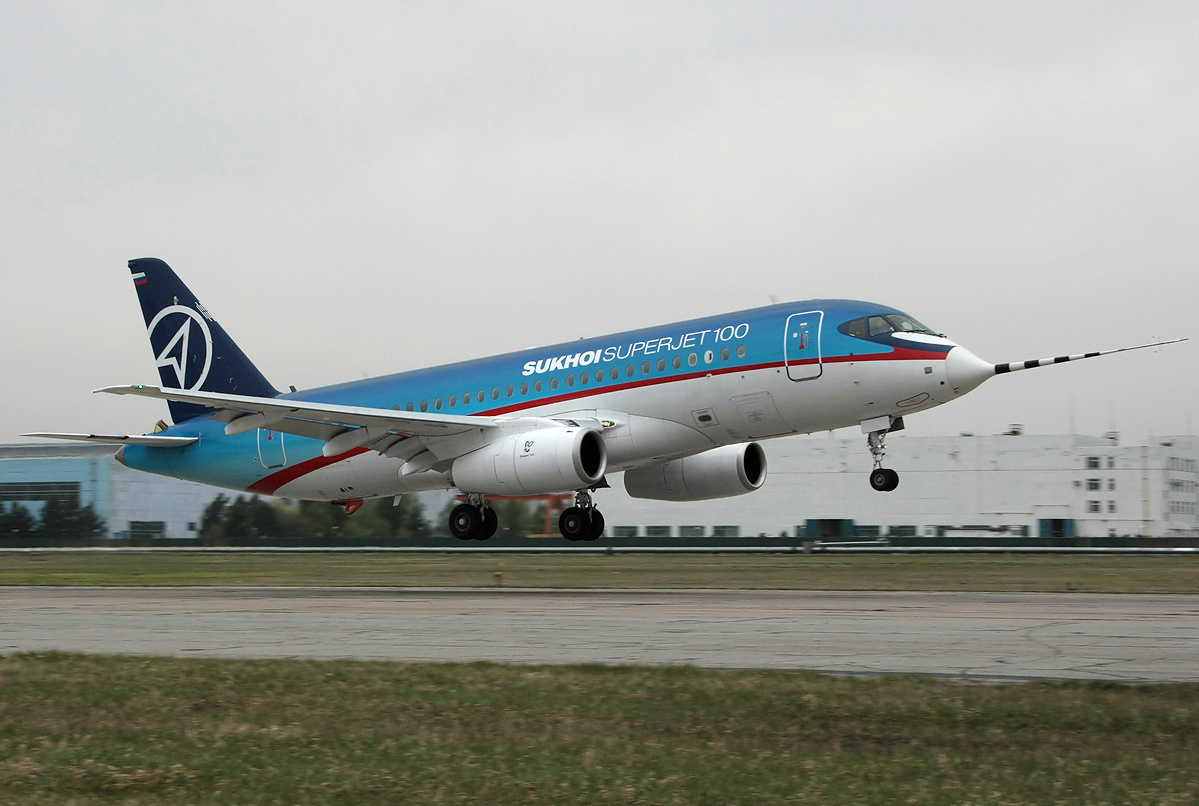
El Sukhoi Superjet 100 és un dels productes d'aviació civil més recents de Rússia. L'avió regional de passatgers va tenir 280 comandes per part de diverses companyies aèries i companyies d'arrendament l'any 2018

La fabricació d'avions és un important sector industrial a Rússia, amb unes 355.300 persones ocupades. La indústria aeronàutica russa ofereix una cartera d'avions militars competitius internacionalment com ara el MiG-29 i el Su-30, mentre que nous projectes com el Sukhoi Superjet 100 s'espera que revisquin el segment d'avions civils. L'any 2009, les empreses de la United Aircraft Corporation van lliurar 95 nous avions d'ala fixa als seus clients, inclosos 15 models civils. A més, la indústria va produir més de 141 helicòpters. És un dels sectors d'alta tecnologia amb més ciència intensiva i ocupa el major nombre de personal qualificat. La producció i el valor de la branca d'avions militars superen amb escreix a altres sectors de la indústria de defensa, i els productes aeronàutics representen més de la meitat de les exportacions d'armes del país.
La indústria espacial de Rússia consta de més de 100 empreses i dona feina a 250.000 persones. L'empresa més gran del sector és RKK Energia, el principal contractista de vols espacials tripulats. Els principals productors de vehicles de llançament són Khrunichev i TsSKB Progress. El desenvolupador de satèl·lits més gran és Reshetnev Information Satellite Systems, mentre que NPO Lavochkin és el principal desenvolupador de sondes interplanetàries.

### Serveis

#### Tecnologia de la informació
El mercat informàtic és un dels sectors més dinàmics de l'economia russa. Les exportacions de programari russes han augmentat de 120 milions de dòlars el 2000 a 3.300 milions de dòlars el 2010. Des de l'any 2000, el mercat informàtic ha començat a créixer entre el 30 i el 40% anual, i només el 2006 va créixer un 54%. El sector més gran en termes d'ingressos és la integració de sistemes i xarxes, que representa el 28,3% dels ingressos totals del mercat. Mentrestant, el segment de creixement més ràpid del mercat de TI és la programació offshore.

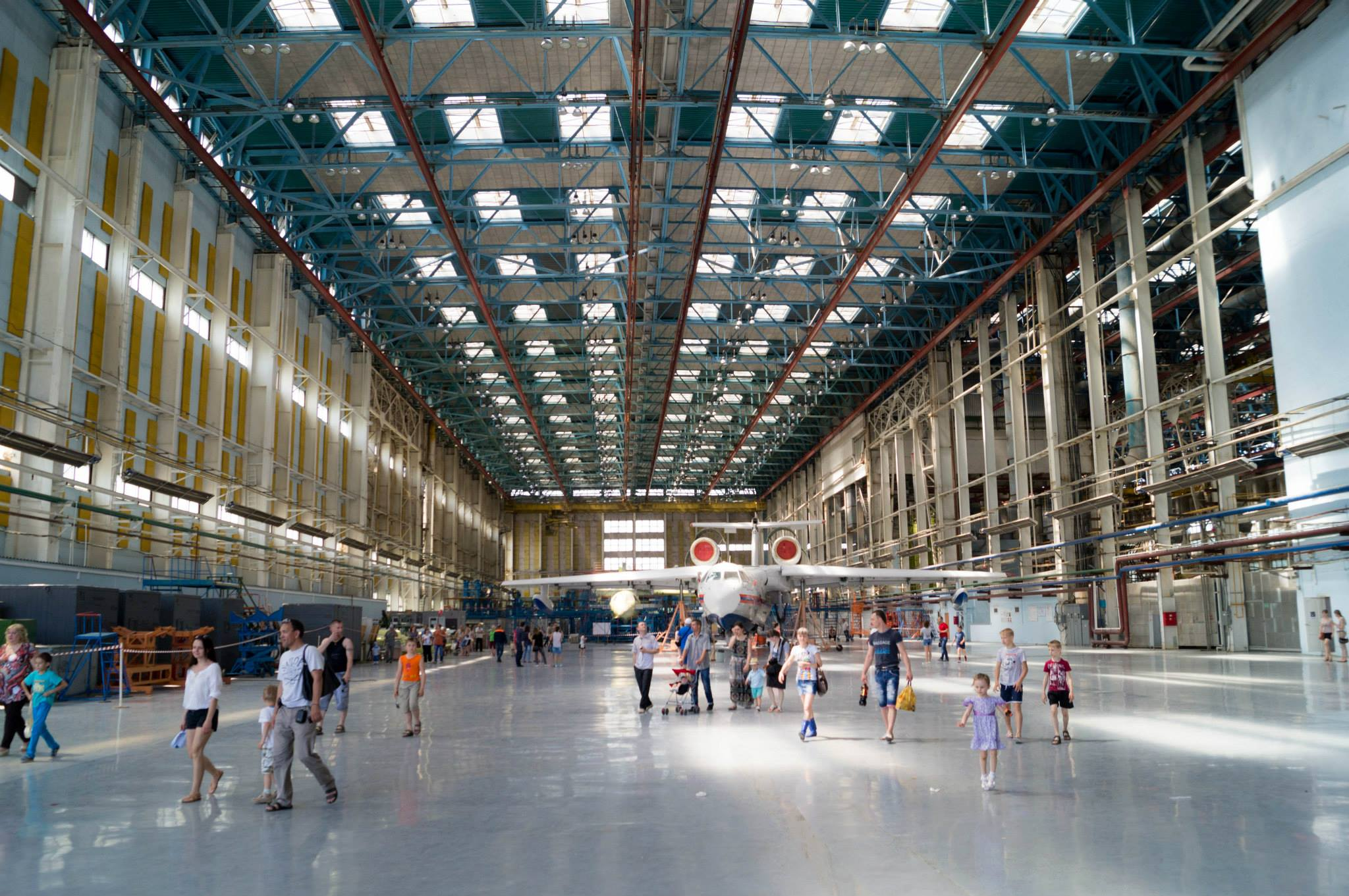
Interior del complex científic i tècnic de Beriev a Taganrog

Actualment, Rússia controla el 3% del mercat de desenvolupament de programari offshore i és el tercer país líder (després de l'Índia i la Xina) entre els exportadors de programari. Aquest creixement de l'externalització de programari a Rússia és causat per una sèrie de factors. Un d'ells és el paper de suport del govern rus. El govern ha llançat un programa de promoció de la construcció de parcs tecnològics orientats a les TIC (Tecnoparcs), zones especials que tenen una infraestructura establerta i gaudeixen d'un règim fiscal i duaner favorable, a set llocs diferents del país: Moscou, Novossibirsk, Nijni Nóvgorod, Kaluga, Tumen, República de Tatarstan i regions de Sant Petersburg. Un altre factor que estimula el creixement del sector informàtic a Rússia és la presència de corporacions tecnològiques globals com Intel, Google, Motorola, Boeing, Nortel, Hewlett-Packard, SAP AG, entre d'altres, que han intensificat les seves activitats de desenvolupament de programari i han obert els seus centres d'R+D. a Rússia.
Segons un decret governamental signat el juny de 2013, s'espera que un "full de ruta" especial faciliti l'accés dels proveïdors empresarials als programes de contractació dels monopolis d'infraestructura de propietat estatal, inclosos els grans com Gazprom, Rosneft, Russian Railways, Rosatom i Transneft. S'espera que aquestes empreses augmentin la proporció de solucions tecnològiques nacionals que utilitzen en les seves operacions. El decret posa especial èmfasi en les compres de productes i tecnologies d'innovació. Segons el nou decret, per al 2015, les empreses vinculades al govern han de duplicar les seves compres de solucions tecnològiques russes en comparació amb el nivell del 2013 i els seus nivells de compres s'han de quadruplicar el 2018.
Rússia és un dels pocs països del món amb un motor de cerca d'Internet de producció pròpia que posseeix una quota de mercat rellevant, ja que el 53,8% dels usuaris d'Internet del país utilitzen el motor de cerca amb seu a Rússia Yandex.

## Tipus de persones jurídiques a Rússia
- IP - Empresari individual
- OOO - Societat de responsabilitat limitada
- ZAO - Societat anònima privada
- OAO - Societat anònima pública
- ANO - Organització no lucrativa autònoma
- GP o GUP - Empresa estatal unitària
- PK - Cooperativa de producció
- PP - Partit polític